# L'Heure joyeuse
L'Heure joyeuse est une bibliothèque municipale parisienne destinée à la jeunesse, située dans le 5e arrondissement.

## Historique

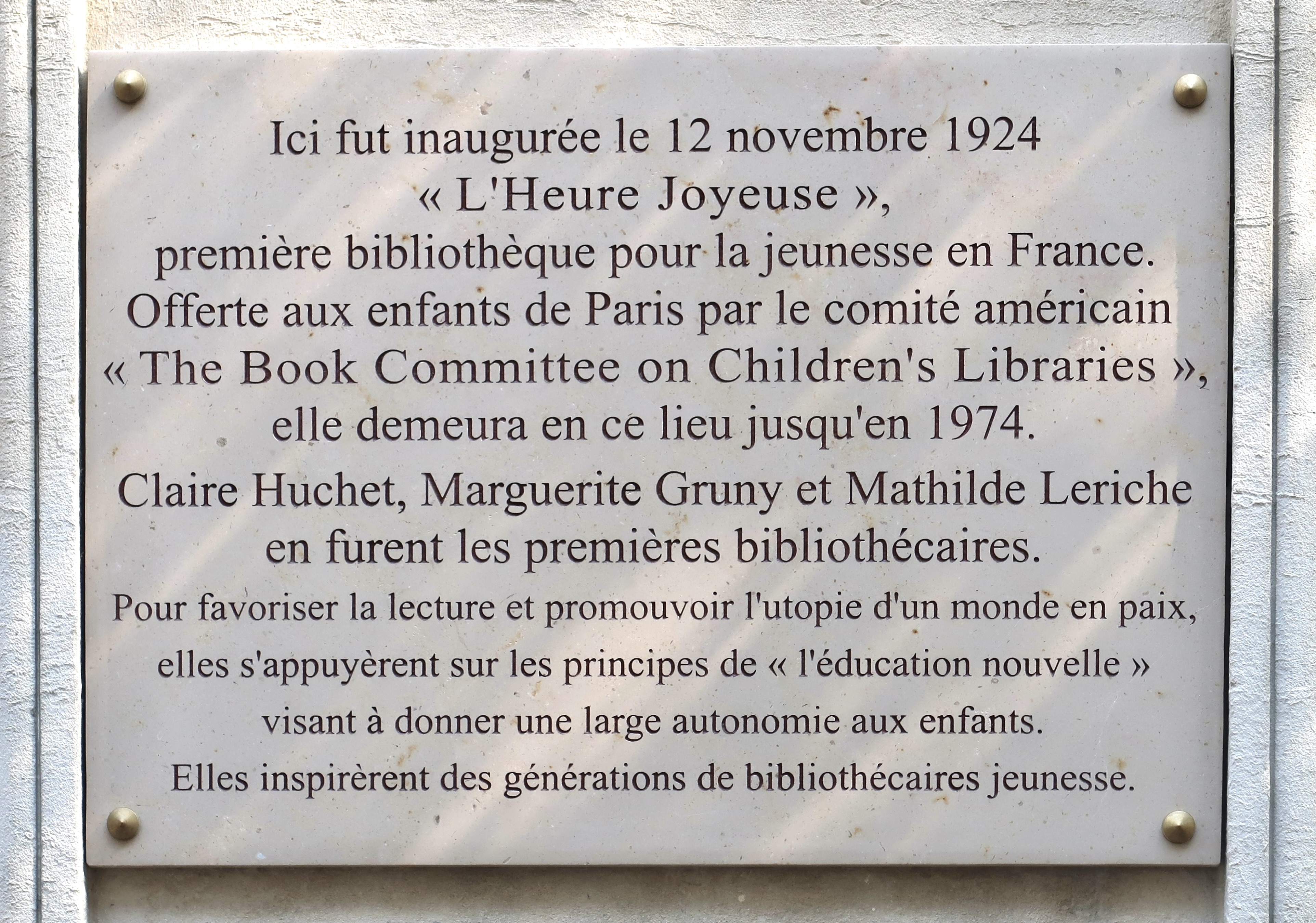
Plaque commémorative 3 rue Boutebrie (Paris).

La bibliothèque L'Heure joyeuse a été inaugurée le 12 novembre 1924, au 3 rue Boutebrie près de la Sorbonne, entre le musée de Cluny et l'église Saint-Séverin. Elle fut la première bibliothèque municipale de France créée spécialement pour la jeunesse.
Il s'agit à l'origine d'une initiative du Book Committee on Children's Librairies, fondation américaine créée à New York le 12 novembre 1918, dont la Présidente était alors Mrs John L. Griffiths. Les États-Unis étaient alors les pionniers des bibliothèques publiques pour la jeunesse, et Mrs Griffiths avait été étonnée de constater combien les enfants de Belgique et de France avaient peu de livres à leur disposition. Les pays anglophones avaient en effet de plus en plus de salles de lectures pour enfants comme les « Juvenile Libraries » aux États-Unis, contrairement à la France.
L'objectif était donc de doter la Belgique et la France d'œuvres éducatives qui aideraient les enfants de ces pays à reprendre leur équilibre après la guerre, après quelques années difficiles où ils avaient fait preuve d’un grand courage. Le souhait principal était donc de leur offrir des lieux de culture et de construction de soi en tant que citoyen pacifique du monde, dans un monde lui-même en reconstruction, avec de nouveaux intérêts internationaux, notamment celui du devoir de mémoire.
L'initiative avait été soutenue par des personnalités telles que le bibliothécaire Eugène Morel, pionnier de la lecture publique en France, et instituteur dans les bibliothèques françaises du système de classification Dewey. Elle se heurta en revanche à la mauvaise volonté durable de l'administration des Bibliothèques de la Ville de Paris, qui n'en voyait pas l'intérêt. Une initiative similaire, due au Comité américain des régions dévastées, avait pourtant permis d'ouvrir en 1920 rue Fessart, dans le 19e arrondissement, une bibliothèque publique d'adultes avec une section pour enfants, après cinq autres bibliothèques dans l'Aisne, dont un bibliobus. C’étaient alors les premières initiatives de lecture publique en direction des enfants. Le projet de la bibliothèque de L’Heure joyeuse fut néanmoins proposé à la ville de Paris en 1922 et accepté. Cette bibliothèque était alors censée être un modèle qui serait diffusé par la suite dans toute la France, « une expérimentation sans précédent, porteuse d’une modernité durable » et « l’émergence d’une belle utopie », ce qui n’a pas réellement abouti car peu de bibliothèques jeunesses de cet acabit ont ouvert en France depuis (« Il s’agissait, dans l’esprit des fondateurs, de proposer un modèle qui se diffuserait partout en France »).
L'inauguration fut un grand succès, puisqu'il fallut organiser un service d'ordre pour faire entrer les nombreux enfants par petits groupes. Le personnel de la bibliothèque se composait alors de « trois jeunes filles » : la directrice, Claire Huchet, ancienne secrétaire-bibliothécaire de Mrs Griffiths ; Marguerite Gruny, formée par Claire Huchet ; et Mathilde Leriche, qui avait abandonné ses études en Faculté pour se joindre à l'aventure.
Plusieurs objectifs étaient alors défendus par les bibliothécaires : offrir un endroit agréable et vivant pour les enfants, mettre en valeur les documents pour inciter les enfants à lire et faire ainsi venir de nouveaux lecteurs, associer l’enfant à la gestion de la bibliothèque pour lui permettre d’acquérir l’autonomie (pédagogie active) et ouvrir des lieux sur l’extérieur notamment en travaillant avec les professionnels du livre et de l’enfance. Un projet de tiers lieu avait notamment été proposé mais n’avait pas abouti, c’est-à-dire l’intégration de cette bibliothèque à un ensemble plus grand comprenant des terrains de jeu, des salles pour jouer et discuter, une scène de théâtre, un cinéma, un buffet, etc.
La bibliothèque, gratuite, autorisait la lecture sur place et le prêt à domicile pour tous les enfants de 5 à 17 ans. Les bibliothécaires ne voulaient pas ouvrir la bibliothèque à des enfants plus jeunes de peur de faire office de service de garde. La bibliothèque a ensuite été ouverte aux enfants à partir de 3 ans, puis s’est élargi à tous les publics. Néanmoins, la bibliothèque fut fermée, pendant un temps, aux adolescents de plus de 16 ans pour des problèmes de discipline. Le fonds était partagé entre les livres d'imagination (livres d'images, contes, romans) et les livres documentaires, classés selon la classification Dewey. Les acquisitions de fonds furent, durant des dizaines d’années, sévères : les bibliothécaires avaient une exigence de qualité et choisissaient donc leurs ouvrages en refusant ceux qu’elles jugeaient médiocres. Les filles et les garçons étaient reçus dans la même salle, ce qui souleva des réticences à l'époque, mais fut l’un des principes innovateurs qui en firent aussi sa réputation. Le mobilier, fonctionnel, était similaire à celui qui était utilisé aux États-Unis - il fut en effet offert par le Book Committee.
L'Heure joyeuse resta à la charge du Book Committee pendant un an, après quoi, le 12 novembre 1925, la Ville de Paris la reprit à sa charge, avec un fonds de 2 000 livres offerts par le Comité. Les premiers ouvrages sont alors prêtés.
En 1933, le nombre des bibliothécaires tombe à deux par suite d'un départ, et restera à ce niveau par mesure d'« économie » de la part de l'Administration.
La bibliothèque eut un aspect expérimental et social, avec la création d'une « Assemblée générale des lecteurs » qui leur proposaient de participer à la gestion de la bibliothèque, une activité de conseil aux enfants dans leurs choix de lecture, l'organisation de « Cercles de poésie », des activités de chant, des expositions préparées par les enfants (la première fut réalisée en 1933 autour de Michel Ange, mais aussi des bateaux), ou un journal des lecteurs, « Le rat joyeux » (1934). On pouvait aussi assister, et des lectures à haute voix, dont la célèbre « Heure du conte », assurée hebdomadairement par une bibliothécaire et destinée surtout aux enfants de six à onze ans.
Cette activité a été innovante aux débuts de L’Heure joyeuse, car elle a vu le jour avant même que la bibliothèque n’ouvre, dans les parcs de Paris, dans les années 1920.
Des bibliothèques « L’Heure joyeuse » ouvrent à Belfort en 1934, et à La Rochelle, Toulouse et Versailles en 1935, qui ne forment pas réellement de réseau mais plutôt une « communauté de pensée ».
À partir de 1939, des classes scolaires commencent à fréquenter la bibliothèque avec leur maître. Pendant l'Occupation, la bibliothèque fonctionne cependant au ralenti, fermant notamment de septembre 1939 à octobre 1940. En 1943, seulement 22 ouvrages sont achetés. Les lectures publiques reprennent à la suite de cette année-là.
Peu à peu s'organise aussi une activité de formation de stagiaires, tandis que l'aspect de centre documentaire prend lui aussi de l'importance.
En 1969, alors qu'elle s'apprêtait à emménager dans de nouveaux locaux, L'Heure joyeuse disposait d'un fonds de plus de 20 000 livres.
Pour ses 50 ans, la bibliothèque déménage au 6, rue des Prêtres-Saint-Séverin, dans le prolongement de la rue Boutebrie, toujours dans le 5e arrondissement de Paris, car les locaux étaient exigus. Le nouveau bâtiment, sur trois étages, accueille alors le fonds de la bibliothèque, son fonds de livres anciens et un fonds audiovisuel gérés par 12 bibliothécaires.
La bibliothèque fut informatisée en 1996.

## La bibliothèque actuelle
La bibliothèque actuelle se situe 6-12 rue des Prêtres-Saint-Séverin (Paris 5e, métro Saint-Michel), à proximité de son emplacement originel. Elle constitue l'un des 57 établissements de prêt de la Ville de Paris. 
Elle est organisée en trois niveaux sur une superficie de 815 m2. Il y a 50 places assises, 8 postes multimédia et 1 poste informatique pour consulter le catalogue. 
Leurs collections comprennent 35 000 livres pour la jeunesse, 3 000 CD, 60 titres de revues en prêt sur les 75 abonnements. L’Heure joyeuse prête aussi des liseuses et met à disposition des tablettes pour consulter des applications pour enfants (chiffres 2014).
La bibliothèque organise de nombreuses animations, expositions, lectures et ateliers. Elle possède également le deuxième fonds de livres anciens en France après la Bibliothèque nationale et attire des chercheurs et des professionnels qui travaillent sur le livre pour enfants,. Ces fonds sont, depuis 2014, disponibles à la consultation à la nouvelle médiathèque Françoise-Sagan (8, rue Léon Schwartzenberg, Paris 10e, métro Gare de l'Est). La collection, de plus de 100 000 documents (livres, périodiques, disques, produits dérivés originaux du XVIIe siècle à nos jours), avait été déplacée à cause de la menace centennale d’une crue de la Seine et ainsi stockés hors de Paris pendant 10 ans.

## Le Fonds patrimonial Heure Joyeuse

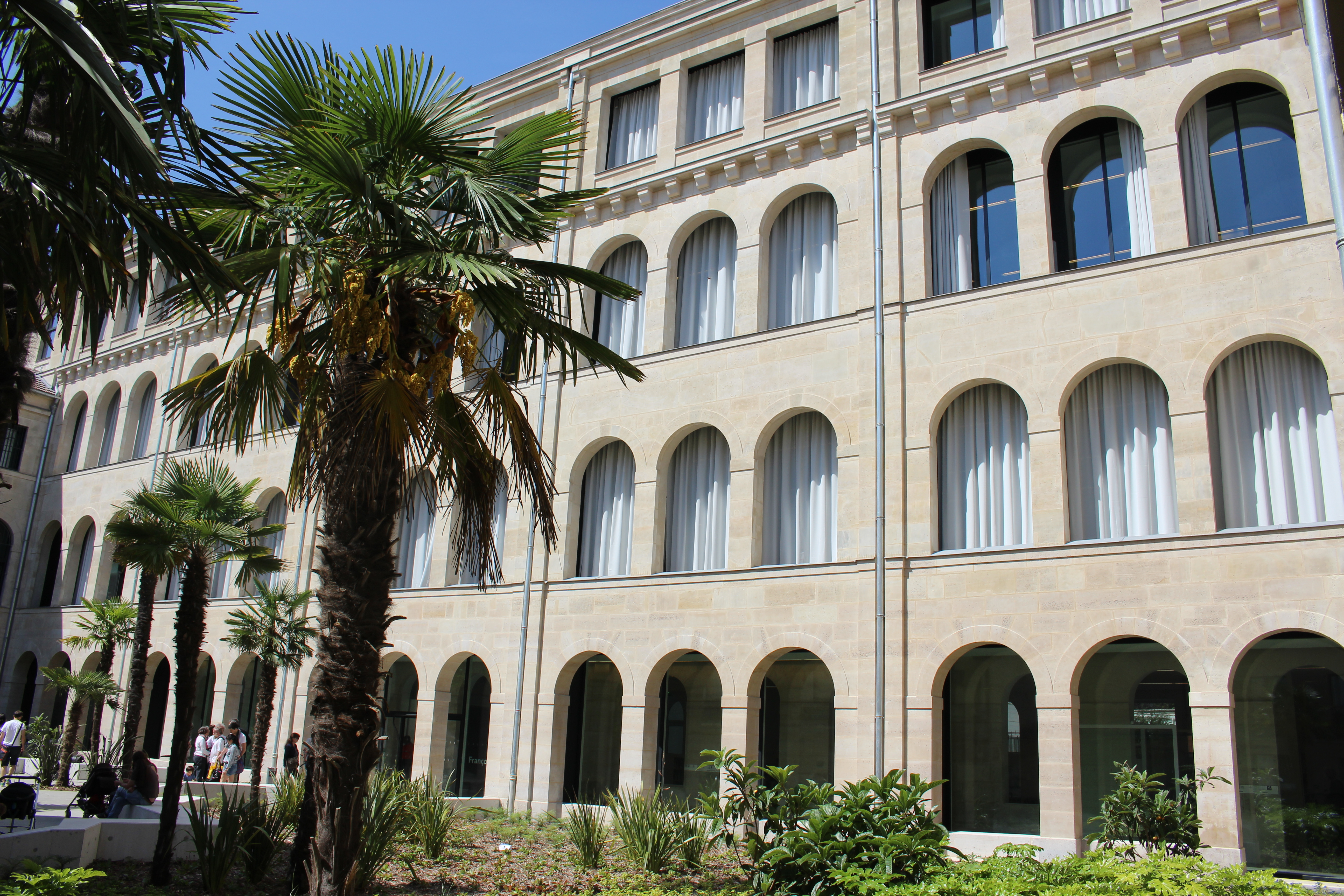
La médiathèque Françoise-Sagan, où est conservé le fonds patrimonial Heure Joyeuse.

Intégré à la médiathèque Françoise-Sagan, le Fonds patrimonial Heure Joyeuse propose une collection unique composée de 100 000 documents dont 80 000 livres visant à être représentative de l’évolution de l’édition pour la jeunesse du XVIe siècle à nos jours.
Parmi ces livres, la collection possède des regroupements très spécifiques. Certains vont porter sur les caractéristiques du livre en tant qu’objet : les livres à système, les livres tissus. D’autres vont relever de techniques ou de thématiques précises tels que des abécédaires, des imagiers, des livres illustrés par la photographie, des livres de coloriages, des livres d’artistes, une collection de dessins originaux ou encore des albums soviétiques.
La constitution d’un fonds de livres russes revient à Françoise Lévèque, responsable du fonds historique de l’Heure Joyeuse, « passionnée par les artistes de l’avant-garde russe et des livres qu’ils ont créés pour les enfants ». Après un travail de documentation complexe, lié notamment à la barrière de la langue, Françoise Lévèque entreprend dès 1987, l’acquisition systématique d’albums pour enfants russes et soviétiques, soit une collection actuelle de plus de 1 000 titres dont la période s’étend de 1917 à 1945.
Une importante campagne de numérisation de ce fonds soviétique est d’ores et déjà accessible sur le portail des bibliothèques spécialisées de la Ville de Paris.
Si elle est composée majoritairement de livres, la collection du Fonds patrimonial Heure joyeuse s’est aussi ouverte à d’autres supports tels des films, des objets (produits dérivés, peluches, jeux et jouets issus d’albums jeunesse) ou des phonogrammes.
Unique en son genre, le fonds discographique de l’Heure Joyeuse a été créé en 1974 par Françoise Tenier, bibliothécaire pour la jeunesse, responsable de ce fonds jusqu’en 2004. « L’idée était de constituer un fonds de disques pour enfants à destination des éducateurs et non pour les enfants », précise-t-elle. En 1976, une Commission d’écoute de disques est alors mise sur pied, pour sélectionner les disques jeunesse selon une grille d’analyse précise. Elle est composée de bibliothécaires jeunesse de la Ville de Paris, de discothécaires, d’une animatrice musicale, d’une institutrice et de personnes issues de l’association Enfance et musique. Peu à peu d’autres supports ont supplanté le disque, comme l’arrivée de la cassette puis enfin du CD (2500 CD et livres-CD sont disponibles à l’emprunt à la bibliothèque) . Aujourd’hui, le fonds discographique du fonds patrimonial Heure Joyeuse réunit les vinyles de la Commission d’écoute ainsi que ceux de divers dons : ceux de la spécialiste en chanson jeune public, Anne Bustarret, et de Françoise Tenier. Il fait l’objet de sollicitations régulières pour des expositions.
Enfin, le Fonds patrimonial a rassemblé au fil des années un fonds d’archives, très riche, constitué en réalité de plusieurs fonds.
D’une part, il contient les archives de la création de la bibliothèque l’Heure Joyeuse, de 1924 à 1974, constituées notamment par les trois fondatrices de la bibliothèque : Marguerite Gruny, Claire Huchet et Mathilde Leriche. Parmi le contenu de ces archives figurent, entre autres, des correspondances, des rapports annuels faisant état des chiffres de fréquentations, des retranscriptions de conférences, de nombreuses photographies, ou des comptes rendus de réunions de lecteurs. L’Heure Joyeuse a en effet compté un certain nombre de lecteurs devenus par la suite des personnalités célèbres tels que Jean Anouilh, Charles Aznavour, Claude Roy. On peut aussi retrouver parmi ces archives des listes de lecture et critères de sélection établies par les bibliothécaires pionnières du lieu. « Tout livre était lu avant d’être mis en rayon (ou au contraire éliminé) et les fiches d’analyse manuscrites ou tapées illustrent également leur idée de ce qu’elles estimaient intéressant dans la production de l’époque pour la jeunesse. » témoigne Viviane Ezratty , directrice de la médiathèque du Carré Saint-Lazare, qui a pu interroger les trois fondatrices à plusieurs reprises avant leurs décès.
À titre indicatif, les collections qui étaient composées de 2 000 volumes en 1924, font plus que tripler vingt-cinq ans plus tard en passant à 7 000 volumes, avec un nombre d’enfants inscrits comptabilisé entre 500 et 600 par an.
D’autre part, le Fonds patrimonial a reçu au fil des ans des dons éditoriaux importants, notamment le Fonds des éditions Rageot, celui des archives personnelles de l’éditeur François Ruy-Vidal ou encore le don provenant de Jean Glenisson. Cet historien et archiviste bibliophile a en effet offert « 3 000 livres de prix, cartonnages romantiques, contes illustrés, éditions populaires et de colportage du XIXe et début du XXe siècle ».
Au sein de la médiathèque Françoise-Sagan des vitrines disséminées permettent de découvrir quelques œuvres issues des collections du Fonds patrimonial Heure Joyeuse.
Les collections patrimoniales sont consultables sur place et disposent d’une salle de consultation spécifique. Le fonds de référence spécialisé pour l’enfance et la littérature jeunesse est consultable en libre-accès et empruntable.
Des expositions, conférences et ateliers sont organisés régulièrement afin de « désacraliser le patrimoine » et pouvoir faire découvrir au plus grand nombre les trésors et les points forts des collections du Fonds patrimonial Heure Joyeuse. Lors d’animations thématiques (autour du conte, de l’écologie, des nouvelles acquisitions du Fonds, des livres d’artistes…), les bibliothécaires présentent en petit groupe des ouvrages qu’il est possible de voir, de toucher ou d’écouter.
Outre sa dimension historique, le fonds patrimonial de l’Heure Joyeuse est un fonds vivant qui ne cesse de s’enrichir chaque année par des croquis préparatoires, ébauches et dessins originaux commandés à des artistes contemporains pour illustrer la bibliographie jeunesse réalisée par le réseau des bibliothèques de la Ville de Paris.

## Sources
- Mathilde Leriche, 50 ans de littérature de jeunesse, Magnard – L’École (Coll. Lecture en liberté), 1979
- L'Heure joyeuse, 1924-1994 : 70 ans de jeunesse (Collectif : Viviane Ezratty, Françoise Lévèque, Françoise Tenier & al., avec documents photographiques)  (ISBN 978-2906869639)
- Ezratty, Viviane et Valotteau, Hélène. « La création de l'Heure Joyeuse et la généralisation d'une belle utopie ». Bulletin des bibliothèques de France, n° 1, 2012.
- Sites de la Bibliothèque L'Heure Joyeuse sur Paris.fr, et de Ricochet Jeunes.